# Planchonella membranacea
Planchonella membranacea är en tvåhjärtbladig växtart som beskrevs av Herman Johannes Lam. Planchonella membranacea ingår i släktet Planchonella och familjen Sapotaceae. Inga underarter finns listade i Catalogue of Life.